# 아흐마드 이브라힘 칼라프
아흐마드 이브라힘 칼라프 알카파제(아랍어: أحمد إبراهيم خلف الخفاجي, Ahmed Ibrahim Khalaf Al-Qafaje, 1992년 2월 25일 ~ )는 이라크의 축구 선수로 현재 아르빌 SC에서 수비수로 활약하고 있다.

## 같이 보기
- A매치 100경기 이상 출전한 축구 선수 명단

1. ↑  “아흐마드 이브라힘 칼라프”. 《Global Sports Archive》. 2021년 10월 8일에 확인함.